# گرگ گین
گرگ گین (انگلیسی: Greg Ginn؛ زادهٔ ۸ ژوئن ۱۹۵۴) یک موسیقی‌دان اهل ایالات متحده آمریکا است. وی از سال ۱۹۷۶ میلادی تاکنون مشغول فعالیت بوده‌است.